# اسپارتاک سافیان
اسپارتاک گئورگی سافیان (ارمنی: Սպարտակ Գևորգի Սաֆյան؛ زاده ۱۵ فوریهٔ ۱۹۲۹ - درگذشته ۲۴ ژوئن ۲۰۰۱) نقاش اهل ارمنستان بود.

## زندگی‌نامه
وی در ۱۵ فوریهٔ ۱۹۲۹ در روستای برناکوت به دنیا آمد و از انستیتو دولتی هنری و نمایشی ایروان (۱۹۵۷) فارغ‌التحصیل گشت. وی همچنین برنده جوایزی همچون نقاش شایسته ارمنستان شوروی شد. وی در ۲۴ ژوئن ۲۰۰۱ در سن ۷۲ سالگی در ایروان درگذشت.